# هوغو بيرلي
هوغو نيلسون بيرلي سيلفا (31 ديسمبر 1941-24 ديسمبر 2009) كان لاعب كرة قدم تشيلي لعب كظهير أيمن للأندية التشيلية يونيون إسبانيولا وأوداكس إيتاليانو وسانتياغو واندرارز، كما لعب مع منتخب تشيلي في كأس العالم 1966. لعب بيرلي عشر مباريات مع تشيلي، وكان أول ظهور له في مباراة ودية ضد الأرجنتين في 15 أغسطس 1967 فاز فيها منتخب تشيلي 1-0.

## الحياة الشخصية
كان لبيرلي زوجة وابنتان. توفي عن عمر يناهز 67 عامًا في 24 ديسمبر 2009 في واشنطن العاصمة ، الولايات المتحدة.

## إنجازات
يونيون إسبانيولا
- الدوري التشيلي الدرجة الأولى 1973 ، 1975 ، 1977